# Шкидченко, Владимир Петрович
Влади́мир Петро́вич Шки́дченко (укр. Володимир Петрович Шкідченко; род. 1 января 1948, Чита, РСФСР, СССР) — советский и украинский военный деятель, генерал армии Украины (2001).
С 12 ноября 2001 по 25 июня 2003 года — министр обороны Украины.

## Биография
Родился в Чите по месту службы отца, офицера Советской Армии ВС СССР, впоследствии генерал-лейтенанта Героя Российской Федерации П. И. Шкидченко, погибшего на Афганской войне в 1982 году. Украинец. Окончил среднюю школу в городе Белгород-Днестровский Одесской области. В 1966 году поступил в Московский физико-технический институт, где учился 2 года, но затем решил перейти на военную службу.

## Военная служба в СССР
С 1970 года — добровольно в Советской Армии. Окончил Одесское высшее артиллерийское командное училище в 1972 году. Командовал артиллерийским взводом, с сентября 1972 года — артиллерийской батареей в Киевском военном округе. С сентября 1973 года — начальник штаба — заместитель командира, с февраля 1975 года — командир артиллерийского дивизиона в Группе советских войск в Германии. В 1979 году окончил Военную академию имени М. В. Фрунзе.
С июня 1979 года служил в Дальневосточном военном округе, заместитель командира артиллерийского полка, с апреля 1983 года — командир укрепрайона, с января 1985 года — заместитель командира учебной танковой дивизии. В 1988 году окончил Военную академию Генерального штаба. С июля 1988 года — командир 48-й мотострелковой дивизии в Центральной группе войск на территории Чехословакии, в 1990 году дивизия была передислоцирована в Харьковскую область. С декабря 1991 года — заместитель командующего 4-й общевойсковой армией в Закавказском военном округе.

## Военная служба на Украине
В марте 1992 года по собственному желанию перевёлся в Вооружённые силы Украины, принял новую присягу и назначен командующим 6-й гвардейской танковой армией (которой за 20 лет до этого командовал его отец) в Одесском военном округе. Генерал-лейтенант (декабрь 1992 г.). С июля 1993 года — первый заместитель начальника Генерального штаба Вооружённых сил Украины. С декабря 1993 года — командующий войсками Одесского военного округа. Генерал-полковник (май 1994 г.). В феврале 1998 года округ по стандартам НАТО был переформирован в Южное оперативное командование ВС Украины, Шкидченко оставался командующим. Тогда же окончил командные военные курсы в США.
С сентября 1998 года — начальник Генерального штаба Вооружённых сил Украины — первый заместитель министра обороны Украины. Воинское звание генерал армии Украины присвоено указом Президента Украины 28 августа 2001 года. С ноября 2001 года — министр обороны Украины. Одновременно с июля 2000 по сентябрь 2003 года по должности был членом Совета национальной безопасности и обороны Украины. На следующий день после Скниловской трагедии 27 июля 2002 года подал рапорт об отставке с должности министра, но Президент Украины отставку не принял. В июне 2003 года снят с должности министра обороны.
Некоторое время находился в распоряжении министра обороны Украины. С марта 2004 года — заместитель Главы миссии Украины при НАТО по военным вопросам.

## Награды
- Орден Богдана Хмельницкого III степени (4 декабря 1996)[3] — за личные заслуги в развитии Вооружённых Сил Украины, обеспечение исполнения возложенных на войска задач
- Орден Богдана Хмельницкого II степени (1999)[4]
- Орден «Знак Почёта» (СССР, 1981)
- Государственная премия Украины в области науки и техники (2002)[5]